# Grotte de Corveissiat
La grotte de Corveissiat  est une grotte  située sur le territoire de la commune de Corveissiat (Ain), à 12 km de la réserve naturelle de Hautecourt, dans la région naturelle du Revermont.

## Description
La cavité comprend un porche monumental et deux galeries.
Le porche mesure 30 mètres de hauteur et s’ouvre sur un pic de 50 mètres au bord duquel est construit le village. 

## Protection
La grotte de Corveissiat figure sur la liste des sites naturels classés de l'Ain
Depuis le 26 juin 2000, la grotte de Corveissiat fait l’objet d’une convention de gestion environnementale et spéléologique entre la commune de Corveissiat, propriétaire de la grotte, la réserve naturelle de Hautecourt et la Fédération française de spéléologie ; elle n'est plus ouverte au public.

## Exploration
La partie noyée de la cavité est régulièrement explorée par des plongeurs, dont le plongeur spéléo Pierre-Eric Deseigne, auteur du reportage « Contorsions : la grotte de Corveissiat » (Octopus N° 13 ; novembre 2012 / janvier 2013).